# Alfredo Vicente Scherer

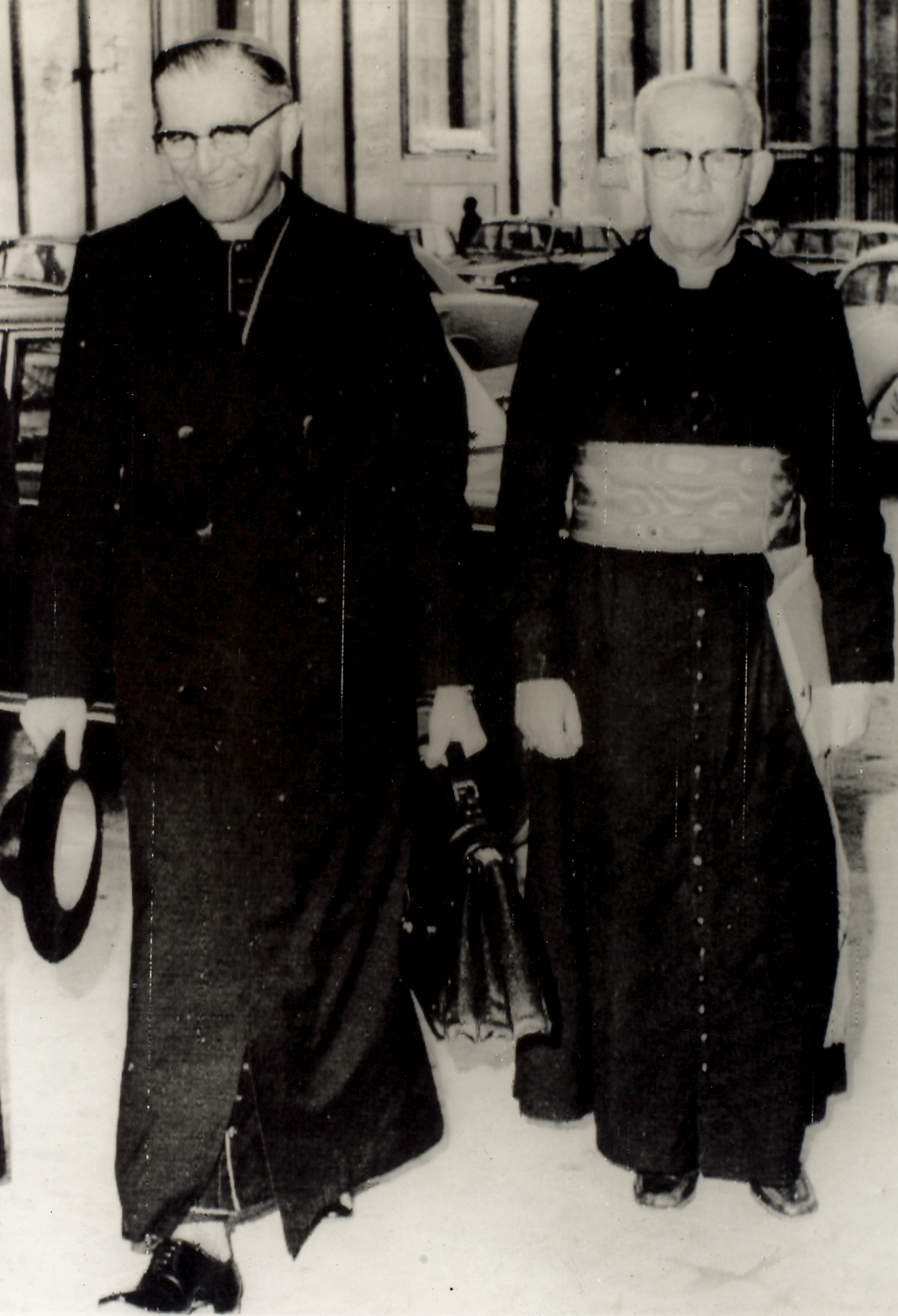
Alfredo Vincente Kardinal Scherer (re.) mit Eugênio Kardinal de Araújo Sales (1971)

Kardinalswappen

Alfredo Vicente Kardinal Scherer (* 5. Februar 1903 in Bom Princípio als Alfred Vinzenz Scherer; † 9. März 1996 in Porto Alegre) war ein brasilianischer Erzbischof von Porto Alegre.

## Familie
Der Deutschbrasilianer Alfredo Vicente Scherer war ein Nachfahre von Einwanderern aus Theley (heute Gemeinde Tholey, Landkreis St. Wendel) im Saarland. Sein Vater, der Stellmacher Peter Scherer, geboren am 5. April 1857 in Theley, wanderte 1879 nach Brasilien in den Bundesstaat Rio Grande do Sul aus, wo er 1881 Anna Oppermann heiratete.
Alfredo Vicente Scherer wurde am 5. Februar 1903 als zwölftes Kind der Familie in Bom Princípio im Ortsteil Santa Terezinha geboren.
Einer seiner Neffen ist Odilo Pedro Kardinal Scherer, der heutige Erzbischof von São Paulo. Ein anderer Neffe, Irineu Roque Scherer, wurde ebenfalls römisch-katholischer Bischof.

## Leben

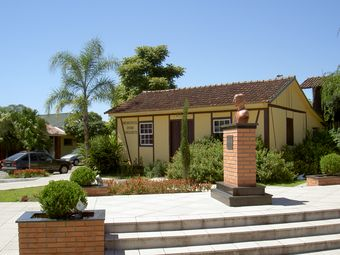
Die Gedenkstätte für Dom Alfredo Vicente Scherer in Bom Princípio.

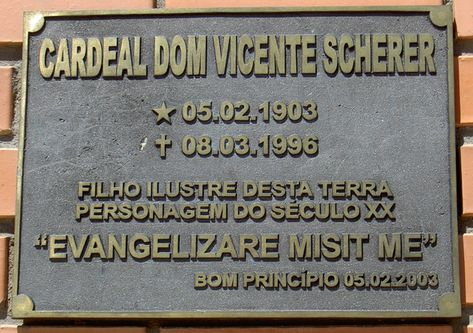
Die Gedenktafel, auf der Dom Vicente als „Mann des 20. Jahrhunderts“ gewürdigt wird.

Alfredo Vicente Scherer studierte in Porto Alegre und Rom die Fächer Philosophie und Katholische Theologie. Er empfing am 3. April 1926 in Rom das Sakrament der Priesterweihe und arbeitete anschließend sieben Jahre lang als persönlicher Sekretär von Dom João Batista Becker, Erzbischof von Porto Alegre. Auch João Becker war aus dem Landkreis St. Wendel nach Brasilien gekommen. Er wurde 1870 in Winterbach (heute Stadt St. Wendel) geboren und wanderte als Kind mit seinen Eltern nach Brasilien aus.
Von 1933 bis 1946 nahm er verschiedene Aufgaben als Gemeindeseelsorger wahr. Im Juni 1946 bestellte ihn Papst Pius XII. zum Weihbischof im Bistum Porto Alegre und ernannte ihn zum Titularbischof von Hemeria. Bereits im Dezember des gleichen Jahres, nach dem Tod von Erzbischof Becker, wurde er zum Erzbischof von Porto Alegre ernannt. Die Bischofsweihe spendete ihm am 23. Februar 1947 der Apostolische Nuntius in Brasilien Kardinal Carlo Chiarlo; Mitkonsekratoren waren José Baréa, Bischof von Caxias do Sul, und José Newton de Almeida Baptista, Bischof von Uruguaiana. Alfredo Vicente Scherer nahm in den Jahren 1962 bis 1965 am Zweiten Vatikanischen Konzil teil. Papst Paul VI. nahm ihn am 28. April 1969 als Kardinalpriester mit der Titelkirche Nostra Signora de La Salette in das Kardinalskollegium auf.
Von 1968 bis 1970 war er Vizepräsident und bis 1971 Präsident der Brasilianischen Bischofskonferenz. Scherer wurde im Januar 1980 weltweit bekannt, als ihn Unbekannte entführten, beraubten und schließlich wieder frei ließen. Die Leitung des Erzbistums Porto Alegre legte er am 29. August 1981 aus Altersgründen nieder. Er starb am 9. März 1996 in Aparecida und wurde in der Kathedrale von Porto Alegre beigesetzt.
Im Jahr 2003 wurde in seinem Geburtsort Bom Princípio eine Gedenkstätte eingerichtet, in der auch das Elternhaus von Vicente Scherer aufgebaut wurde. In Porto Alegre wurde ein Krankenhaus nach ihm benannt.